# Huntleya
Huntleya é um género botânico pertencente à família das orquídeas (Orchidaceae). Foi proposto por John Lindley em 1837, utilizando-se de material de Bateman, publicado em Edwards's Botanical Register 23: t. 1991. A Huntleya meleagris Lindley, conhecida popularmente no Brasil como Estrela da República ou Flor de Couro, é a espécie tipo. O nome do gênero é uma homenagem ao orquídofilo inglês J.T. Huntley.

## Distribuição
Huntleya agrupa cerca de uma dezena de espécies epífitas, raro humícolas,  de crescimento escandente, que existem na América Central e norte da crescimento cespitoso, e uma na Mata Atlântica do sudeste da América do Sul, duas espécies representadas no Brasil. Geralmente crescem em locais de grande umidade, onde o solo apresenta água empoçada, ou junto a lagos, regatos e várzeas, pois não apresentam pseudobulbos para armazenar reservas de água.

## Descrição
São plantas de porte médio a grande, com longo ou curto rizoma radicoso, ao longo do qual surgem pequenos nódulos laterais de onde emergem fascículos formados por estreitas folhas verde-claro, lanceoladas, multinervuradas, disticamente imbricadas em amplo e belo leque, as externas mais curtas e daí para o centro gradativamente mais altas. Das axilas das folhas emerge a inflorescência, não ultrapassando o comprimento das folhas, comporta apenas uma flor.
As flores são grandes, a coluna é longa e carnosa, contém quatro polínias achatadas, apresenta duas asas laterais na extremidade, prolongada em pé na base, onde se insere o labelo, este trilobado, acuminado, com ápice recurvado para baixo, frouxamente preso, versátil, projetado para a frente, no disco com um alto calo erguido e fimbriado. As sépalas e pétalas são todas aproximadamente iguais, planas, lanceoladas, de textura brilhante, formando uma estrela, a sépala dorsal é algo diferente, ovalada com ápice longo e agudo.

## Lista de espécies
- Huntleya apiculata (Rchb.f.) Rolfe
- Huntleya brevis Schltr.
- Huntleya burtii (Endres & Rchb.f.) Rolfe
- Huntleya caroli P.Ortiz
- Huntleya citrina Rolfe
- Huntleya fasciata Fowlie
- Huntleya grandiflora Lam.
- Huntleya gustavii (Rchb.f.) Rolfe
- Huntleya lucida (Rolfe) Rolfe
- Huntleya meleagris Lindl.
- Huntleya sessiliflora Bateman ex Lindl.
- Huntleya vargasii Dodson & D.E.Benn.
- Huntleya waldvogelii Jenny
- Huntleya wallisii (Rchb.f.) Rolfe